# فاري آغري
سيافايريزال مورسالين آغري (بالإندونيسية: Syaffarizal Mursalin Agri)، لاعب كرة قدم إندونيسي مقيم في قطر.
لعب في نادي الخور والنادي الأهلي وبرسيجا جاكارتا ونادي المرخية ونادي مسيمير ونادي معيذر.

## روابط خارجية
- فاري آغري على موقع قاعدة بيانات كرة القدم.إي يو (الإنجليزية)
- فاري آغري على موقع Soccerway.com (الإنجليزية)